# Schlacht von Klokotniza
Die Schlacht von Klokotniza (bulgarisch Битка при Клокотница) wurde am 9. März 1230 in der Nähe des Dorfes Klokotniza (heutige Oblast Chaskowo, Bulgarien) zwischen dem Zweiten Bulgarischen Kaiserreich und dem Despotat Epirus geschlagen. Infolge dieser Schlacht wurde das Zweite Bulgarenreich erneut zum mächtigsten Staat in Osteuropa und die Macht des Despotats Epirus sank erheblich. Die Schlacht wird von Historikern oftmals als die glücklichste und fruchtbarste Schlacht in der bulgarischen Geschichte angesehen.

## Ursprünge des Konflikts
Um 1221/22 ging der bulgarische Kaiser Iwan Assen  II. ein Bündnis mit Theodoros I., dem Despoten von Epirus, ein. Durch den Vertrag abgesichert, gelang Theodoros die Eroberung von Thessaloniki, das bis dahin zum Lateinischen Kaiserreich gehört hatte, sowie bulgarischer Ländereien in Mazedonien, einschließlich Ohrid. Nach dem Tod des lateinischen Kaisers Robert von Courtenay 1228 wurde Iwan Assen II. als die wahrscheinlichste Wahl zum Regenten für den noch minderjährigen Balduin II. (Lateinisches Kaiserreich) angesehen. Theodoros dachte, dass Bulgarien das letzte Hindernis auf seinem Weg nach Konstantinopel wäre und fiel deswegen 1230 unter Bruch des Friedensvertrages und ohne Kriegserklärung in Bulgarien ein.

## Die Schlacht
Theodoros stellte eine riesige Armee, teilweise bestehend aus westlichen Söldnern, auf. Er war sich seines Sieges so sicher, dass er den gesamten königlichen Hof mitnahm, zusammen mit seiner Frau und seinen Kindern. Auf ihrem Weg durch Bulgarien bewegte sich seine Armee deshalb langsam und plünderte die Dörfer, auf die sie stießen. Als der bulgarische Zar erfuhr, dass sein Land angegriffen wurde, versammelte er eine kleine Armee aus wenigen tausend Soldaten und marschierte schnell südwärts. In vier Tagen legten die Bulgaren so eine Strecke zurück, die dreimal so lange war wie die Strecke, für die Theodoros’ Armee eine Woche gebraucht hatte.
Am 9. März trafen die beiden Armeen in der Nähe des Dorfes Klokotniza aufeinander. Es ist überliefert, dass Iwan II. Assen befohlen haben soll, den gebrochenen gegenseitigen Vertrag auf seinen Speer zu spießen, um ihn als Banner zu nutzen. Als guter Taktiker nutzte er das Überraschungsmoment und es gelang ihm die Truppen von Theodoros zu umzingeln – diese hatten das Zusammentreffen erst einige Tage später erwartet und waren entsprechend unvorbereitet. Die Schlacht dauerte bis zum Morgengrauen an und sah die vollständige Niederlage der Epirer. Nur eine kleine Streitmacht unter Theodoros’ Bruder Manuel gelang die Flucht vom Schlachtfeld. Der Rest wurde getötet oder gefangen genommen, einschließlich Theodoros und dem königlichen Hof von Epirus.

## Iwan II. Assens Inschrift in Weliko Tarnowo
Um der Schlacht zu gedenken, ließ der bulgarische Kaiser eine Inschrift in eine der Marmorsäulen der Kirche „Heilige Vierzig Märtyrer“ in der Hauptstadt des Kaiserreichs, Groß Tarnowo, eingravieren. Unter allen existierenden Dokumenten stellt die Säuleninschrift die genaueste Information über den Ausgang und die Folgen der Schlacht dar:
Im Jahre 6738 (1230), dritte Indiktion. Johannes Assen in Gott-Christ wahrhaftiger Zar der Bulgaren, Sohn des alten Zar Assen, erhob aus den Fundamenten und verzierte mit Kunst diese heilige Kirche im Namen der Heiligen Vierzig Märtyrer mit deren Hilfe, als diese Kirche im zwölften Jahr meiner Herrschaft verziert wurde. Ich führte Krieg in Byzantium und besiegte die griechische Armee und nahm deren Zar gefangen, Kyr Teodore Komnenos, zusammen mit all seinen Bojaren. Und ich besetzte all sein Land von Odrin Adrianopel bis Drach Dyrrhachium, Griechen und auch Albaner und Serben; und die Städte rund um Konstantinopel und diese Stadt selbst wurden durch die Frandzen (Lateiner) regiert, aber sie unterwarfen sich auch meinem Imperium; denn sie hatten keinen anderen Zar und dank mir  verlebten sie ihre Tage, da Gott dies befahl, weil ohne Ihn weder eine Tat, noch ein Wort getan wird. Dank sei Ihm in Ewigkeit, Amen.

## Folgen
Iwan II. Assen ließ die gefangenen Soldaten sofort nach der Schlacht ohne Bedingungen frei und verschleppte die Adligen nach Tarnowo. Seine Bekanntheit als gnädiger und gerechter Herrscher reichte über die Grenzen seines Reiches hinaus bis in die Ländereien von Theodoros Komnenos und sie wurden Bulgarien ohne Widerstand einverleibt.

## Weitere Bilder

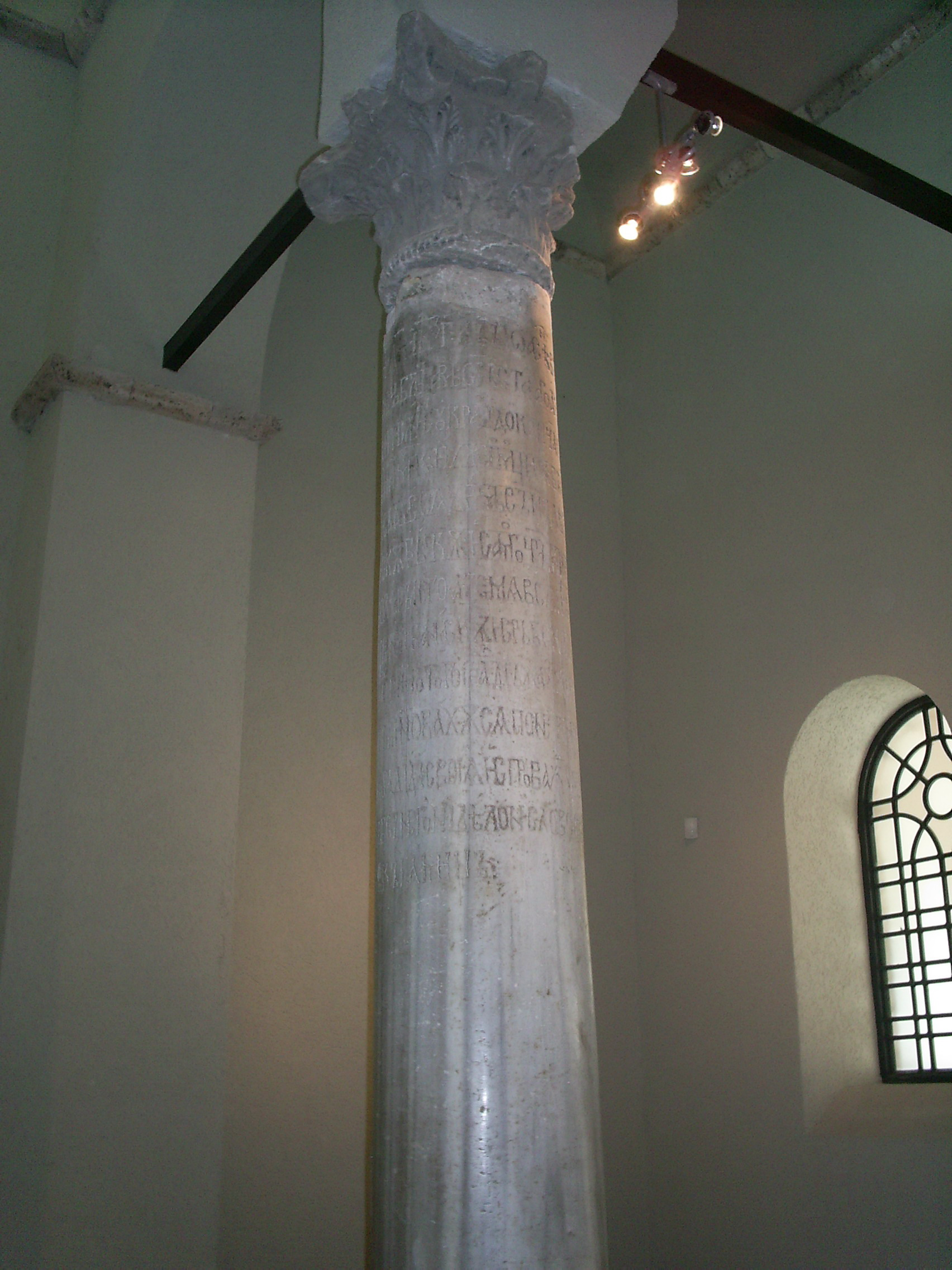
Säuleninschrift in der Kirche der Heiligen Vierzig Märtyrer
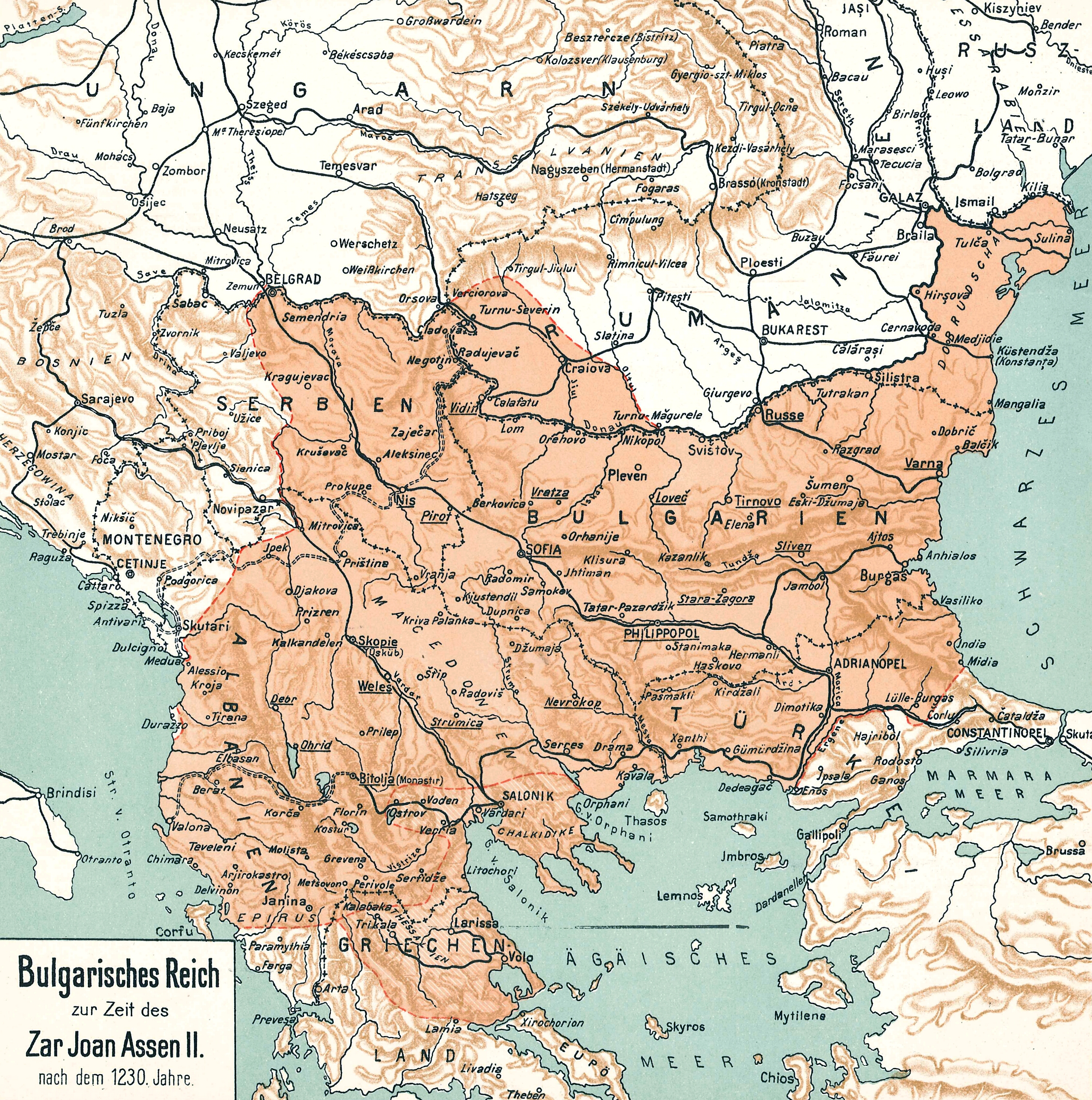
Das Bulgarische Reich nach der Schlacht von Klokotniza
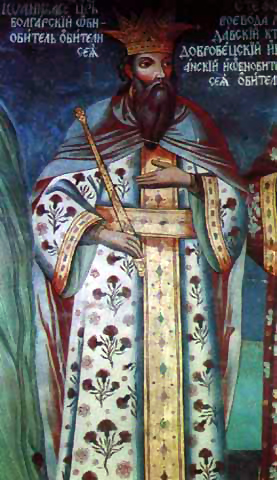
Zar Iwan Assen II., Fresko im Kloster Zográfou